# Lepechinia vulcanicola
Lepechinia vulcanicola là một loài thực vật có hoa trong họ Hoa môi. Loài này được J.R.I.Wood mô tả khoa học đầu tiên năm 1988.